# Rene Sain
Rene Sain (ur. 23 kwietnia 1997 w Puli) – chorwacka siatkarka, reprezentantka Chorwacji, grająca na pozycji libero.

## Kariera klubowa
Sain urodziła się w Puli. W młodości trenowała koszykówkę. W swojej karierze występowała w OK Poreč, VK UP Ołomuniec, VfB Suhl Lotto Thüringen, Știința Bacău, RC Cannes oraz Marina Kaštela.

## Kariera reprezentacyjna
Od 2016 roku jest reprezentantką seniorskiej kadry Chorwacji. Wraz z reprezentacją zdobyła złoty medal na Igrzyskach Śródziemnomorskich 2018 oraz dwukrotnie zdobyła srebrny medal Ligi Europejskiej w roku 2019 i 2021.

## Sukcesy klubowe
Puchar Chorwacji:
- 2013/2014, 2021/2022

Liga chorwacka:
- 2014/2015
- 2015/2016, 2021/2022

Puchar Czech:
- 2016/2017
- 2017/2018

Liga czeska:
- 2016/2017, 2017/2018

MEVZA - Liga Środkowoeuropejska:
- 2017/2018

## Sukcesy reprezentacyjne
Igrzyska Śródziemnomorskie:
- 2018

Liga Europejska:
- 2019, 2021